# Soziokulturelles Zentrum (Braunschweig)

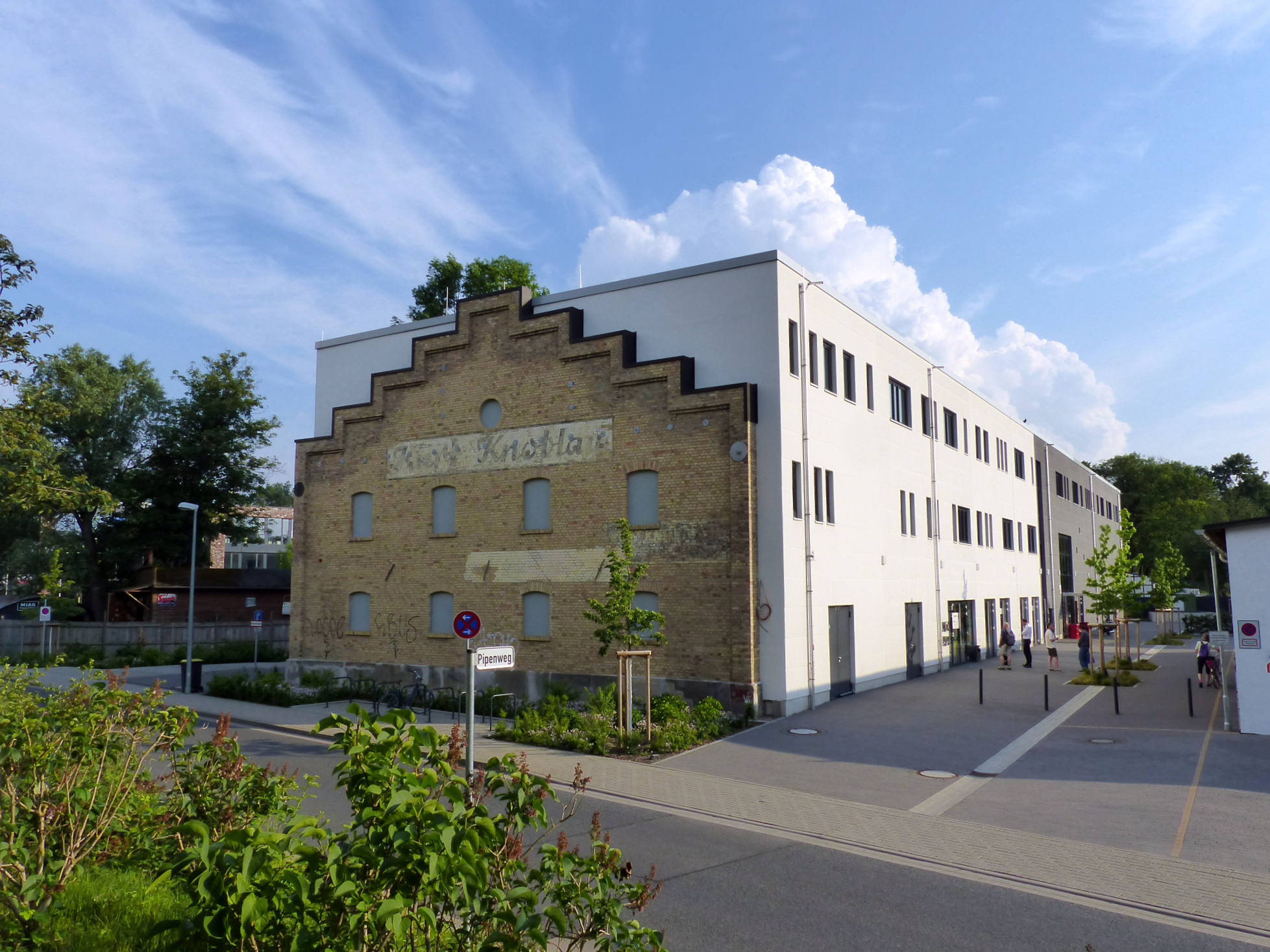
Das KufA-Haus mit der historischen Fassade 2021

Das Soziokulturelle Zentrum ist ein 2019 eröffnetes Veranstaltungs- und Kulturzentrum am Westbahnhof im Westlichen Ringgebiet in Braunschweig. Es teilt sich in den Veranstaltungsbereich „westand“ und in den soziokulturellen Bereich unter dem Namen KufA-Haus.

## Geschichte
Das Soziokulturelle Zentrum auf dem Grundstück Westbahnhof 13 (ehemals Broitzemer Straße 35) entstand anstelle eines Industriegebäudes, in dem die Firma Kurth Knoblau ansässig war. Von der Firma Knoblau zeugen noch heute die Inschriften am Giebel. Einst gehörte das Lagerhaus der Holzhandlung Brachvogel. In den 2000er und 2010er wurde das von dem Unternehmen aufgegebene Gebäude als Club mit dem Namen Fire-Abend genutzt, welcher durch den Verein Fire-Abend e.V. betrieben wurde.
Mit dem Plan, einen Ersatz für die Meier Music Hall zu schaffen, die für eine Erweiterung der Volkswagen Financial Services an ihrem Standort an der Schmalbachstraße 2 abgerissen wurde, erwarb die Westand GmbH das Grundstück Westbahnhof 13. Die Pläne für eine Multifunktionshalle wurden im Januar 2015 der Stadt vorgestellt.
Der Verein KufA (Kultur für Alle) plante währenddessen die Einrichtung eines Kulturzentrums an der Kreuzstraße mit dem Namen K67. An diesem Projekt beteiligte sich die Stadt Braunschweig, welche schon länger nach einem Ersatz für das 2002 geschlossene FBZ gesucht hatte. Unter anderem aus schallimmissionstechnischen Gründen konnte dort jedoch kein Kulturzentrum errichtet werden. Nach dem Scheitern des K67 schlossen sich Westand und KufA bei den Planungen für ein Kulturzentrum am Standort Westbahnhof zusammen. Jeder Träger sollte je 50 % des Gebäudes nutzen.
Zunächst bekundete man den Willen, das Industriegebäude zu erhalten. Über das gesamte historische Gebäude sollte mithilfe von Stahlträgern ein neues Dach errichtet werden. Nur der hintere Teil der Halle, bei dem schon länger ein Dach fehlte, sollte abgerissen werden.
Schließlich beschloss man aus Kostengründen den kompletten Abriss des alten Industriegebäudes und die Errichtung eines Neubaus an seinem Standort. Letztendlich setzte man sich jedoch zumindest für einen Erhalt des Treppengiebels ein, für den die Stadt finanzielle Mittel einbrachte.

### Neubau und Struktur
Von 2017 bis 2018 wurde das alte Industriegebäude abgerissen, die historische Giebelfront an der Straßenseite wurde abgesichert. Durch Altlasten im Boden verzögerten sich die Arbeiten. Im März 2018 begannen die Bauarbeiten für das Soziokulturelle Zentrum. Der Neubau bietet 3200 Quadratmeter Fläche. Bauherrin und Eigentümerin ist die Westand GmbH. Die Stadt Braunschweig hat den nördlichen Teil des Gebäudes mit insgesamt 1500 Quadratmetern gemietet und stellt ihn dem Verein KufA e. V. zur Verfügung.
Der KufA e. V. betreibt folgende Räume:
- Veranstaltungshalle für bis zu 300 Personen
- Gastronomie (Bistro)
- Räume unterschiedlicher Größe mit einem breiten Nutzungsspektrum: Gruppen- und Seminarräume, Räume für die Präsentation von jungen Künstlern/Musikern, für Theater, Tanz, Sport etc., Werkstatt und Film- / Videoraum, zwei größere Konferenzräume, eine Bilderannahmestelle mit Galeriebetrieb, in der Künstlern eine repräsentable Außenstelle zur Präsentation ihrer Werke gegeben werden kann.

Das WESTAND bietet:
- Veranstaltungshalle mit 650 m² für bis zu 800 Personen
- Zwei Bars
- ca. 15 Proberäume für Musiker
- Betrieb eines Tonstudios.

### Eröffnung
2019 wurde der Bau fertiggestellt. Bereits seit dem 23. August 2019 wurden die Räumlichkeiten des Gebäudes genutzt. Am 20. September 2019 fand unter Anwesenheit der Oberbürgermeisters Ulrich Markurth die offizielle Eröffnung des Soziokulturellen Zentrums statt. Am 21. September 2019 wurde die Eröffnung mit einem Tag der offenen Tür für die Bürger gefeiert.